# Bretonščina
Bretonščina (Brezhoneg) spada skupaj s kornijščino, kumbrijščino in valižanščino v britansko vejo otoških keltskih jezikov. Ima okoli 500 tisoč govorcev po svetu, od katerih jih večina živi v Bretaniji (Breizh) in od katerih je približno 200 tisoč aktivnih govorcev. UNESCO uvršča bretonščino med resno ogrožene jezike.
Med letom 1880 in sredino 20. stoletja je bila bretonščina v šolah ukinjena in otroci so bili kaznovani, če so jo govorili. To se je spremenilo leta 1951 z razglasitvijo Deixonnskega zakona, ki je dovoljeval, da se bretonski jezik in kultura poučujeta. Od takrat se je veliko šol odločilo za poučevanje v bretonščini ali pa za dvojezično bretonsko-francosko izobraževanje.
Bretonščino prvikrat zasledimo leta 790 v rokopisu, imenovanem Le manuscrit de Leyde. Leta 1464 je napisan Catholicon, bretonsko-francosko-latinski slovar, ki je prvi slovar bretonskega in pa tudi francoskega jezika. Bretonska književnost je doživela svoj razcvet v 19. stoletju in je tudi danes na visoki ravni.
Večino časa je obstajalo več različic zapisovanja bretonščine. Leta 1908 so poenotili zapis treh bretonskih narečij, Kerneveg, Leoneg in Tregerieg. Četrto narečje, Gwenedeg, ni bilo vključeno v to reformo, vendar so ga poenotili z ostalim jezikom v reformi leta 1941. 
Obstaja več nekajurnih radijskih programov v bretonščini ter enourna tedenska teleizijska oddaja. V bretonščini izhaja tudi nekaj časopisov in revij. 

## Lastnosti jezika

### Abeceda
| Bretonska črka | Bretonska črka | Ime     |
| Velika črka    | Mala črka      |         |
| A              | a              | a       |
| B              | b              | be      |
| Ch             | ch             | che     |
| C’h            | c’h            | c’he    |
| D              | d              | de      |
| E              | e              | e       |
| F              | f              | ef      |
| G              | g              | ge      |
| H              | h              | ach     |
| I              | i              | i       |
| J              | j              | ji      |
| K              | k              | ka      |
| L              | l              | el      |
| M              | m              | em      |
| N              | n              | en      |
| O              | o              | o       |
| P              | p              | pe      |
| R              | r              | er      |
| S              | s              | es      |
| T              | t              | te      |
| U              | u              | u       |
| V              | v              | ve      |
| W              | w              | daou-ve |
| Y              | y              | ye      |
| Z              | z              | zed     |

### Izgovorjava
| Bretonski samoglasnik | Izgovorjava |
| a                     | [ʌ], [a]    |
| ae                    | [e]         |
| ao                    | [ɒ]         |
| e                     | [ɛ]         |
| ê                     | [e]         |
| eo                    | [e]         |
| eu                    | [œ], [ø]    |
| i                     | [ɪ], [i]    |
| o                     | [ɒ], [o]    |
| ou                    | [ʊ], [u]    |
| où                    | [ʊ], [u]    |
| o                     | [ʊ], [u]    |
| u                     | [ʏ], [y]    |
| añ                    | nosni [ɒ]   |
| eñ                    | nosni [e]   |
| euñ                   | nosni [ʏ]   |
| iñ                    | nosni [ɛ]   |
| oñ                    | nosni [ɔ]   |
| uñ                    | nosni [œ]   |

| Bretonski soglasnik | Izgovorjava   |
| b                   | [b]           |
| ch                  | [ʃ]           |
| c’h                 | [x]           |
| d                   | [d]           |
| f                   | [f]           |
| g                   | [g]           |
| gn                  | [ɲ]           |
| h                   | [h]           |
| j                   | [ʒ]           |
| k                   | [k]           |
| l                   | [l]           |
| [ʎ]                 |               |
| m                   | [m]           |
| n                   | [n]           |
| p                   | [p]           |
| r                   | [r]           |
| s                   | [s]           |
| t                   | [t]           |
| v                   | [v], [ɒ], [f] |
| w                   | [w]           |
| y                   | [j]           |
| z                   | [z]           |
| zh                  | [z]           |

Opombe:
- Kjer sta navedeni dve izgovorjavi samoglasnika, velja prva za izgovor v nenaglašenih zlogih, druga pa za izgovor v naglašenih zlogih.
- Naglas je navadno na predzadnjem zlogu.
- črka V se navadno izgovarja kot [v], za samoglasniki (npr. O) kot [ɒ], na koncu glagolskega korena kot [f], za Ñ pa se črke ne izgovarja.
- Črka I se pred samoglasnikom izgovarja [j].

### Vzglasne premene
Vzglasna premena pomeni, da se prva črka besede, če je soglasnik, v določenih okoliščinah spremeni. Če je prva črka besede samoglasnik, vzglasna premena ne nastopa.
V bretonščini poznamo štiri vrste vzglasnih premen; mehko, priporniško, trdo in mešano. Kjer je polje v tabeli prazno, premena ne nastopa.
| Osnovna oblika | Mehka oblika | Priporniška oblika | Trda oblika | Mešana oblika |
| p [p]          | b [b]        | f [f]              |             |               |
| t [t]          | d [d]        | z [z]              |             |               |
| k [k]          | g [g]        | c’h [x]            |             |               |
| b [b]          | v [v]        |                    | p [p]       | v [v]         |
| d [d]          | z [z]        |                    | t [t]       | t [t]         |
| g [g]          | c’h [x]      |                    | k [k]       | c’h [x]       |
| gw [gw]        | w [w]        |                    | kw [kw]     | w [w]         |
| m [m]          | v [v]        |                    |             | v [v]         |